# Wadi

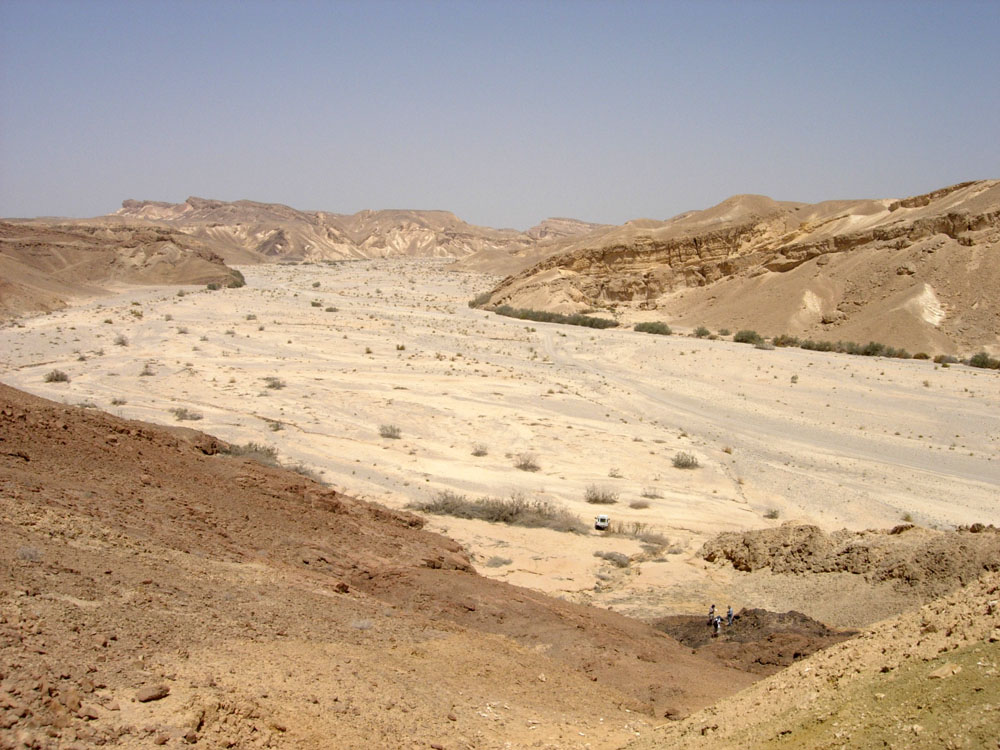
Wadi ở Nachal Paran, sa mạc Negev, Israel.

Wadi (tiếng Ả Rập: وادي wādī; còn gọi là: Vadi) là một thuật ngữ trong tiếng Ả rập thường dùng để chỉ thung lũng. Trong một số trường hợp, từ này đề cập tới đáy sông bị cạn trong mùa khô và chỉ có nước trong khoảng thời gian có những cơn mưa hay chỉ đơn giản là những dòng suối chảy không thường xuyên.